# Ralf Rangnick
Ralf Rangnick, född 29 juni 1958, är en tysk fotbollstränare. Han är sedan slutet av maj 2022 förbundskapten för Österrikes landslag. I juli-november 2021 var han sportchef för ryska Lokomotiv Moskva. 2012-2019 var han bland annat fotbollsdirektör för RB Leipzig, och var åren 2015-2016 samt 2018-2019 även tränare för laget. Han tog över som interimtränare för Manchester United i november 2021, och stannade där säsongen ut.
Rangnick har också varit tränare i Bundesliga-lagen VfB Stuttgart (1999-2001), Hannover 96 (2001-2004), FC Schalke 04 (2004-2005) och TSG 1899 Hoffenheim (2006-2011). Han var särskilt framgångsrik i Hoffenheim, som han på två säsonger tog från Regionalliga Süd till Bundesliga. 2012-2015 var han fotbollsdirektör för Red Bull Salzburg samtidigt som han var ansvarig för RB Leipzigs utveckling.
Rangnick anses vara hjärnan bakom Gegenpressing, en taktik där ett lag, efter ha förlorat bollinnehavet omedelbart försöker vinna tillbaka bollen, snarare än att falla tillbaka i banan för att omgruppera sig. Han har fått beröm för att ha påverkat Thomas Tuchel, Julian Nagelsmann, Ralph Hasenhüttl och Jürgen Klopp i deras tränarroller.